# Callopistria mexicana
Callopistria mexicana är en fjärilsart som beskrevs av Druce 1889. Callopistria mexicana ingår i släktet Callopistria och familjen nattflyn. Inga underarter finns listade i Catalogue of Life.